# Jeff Sluman

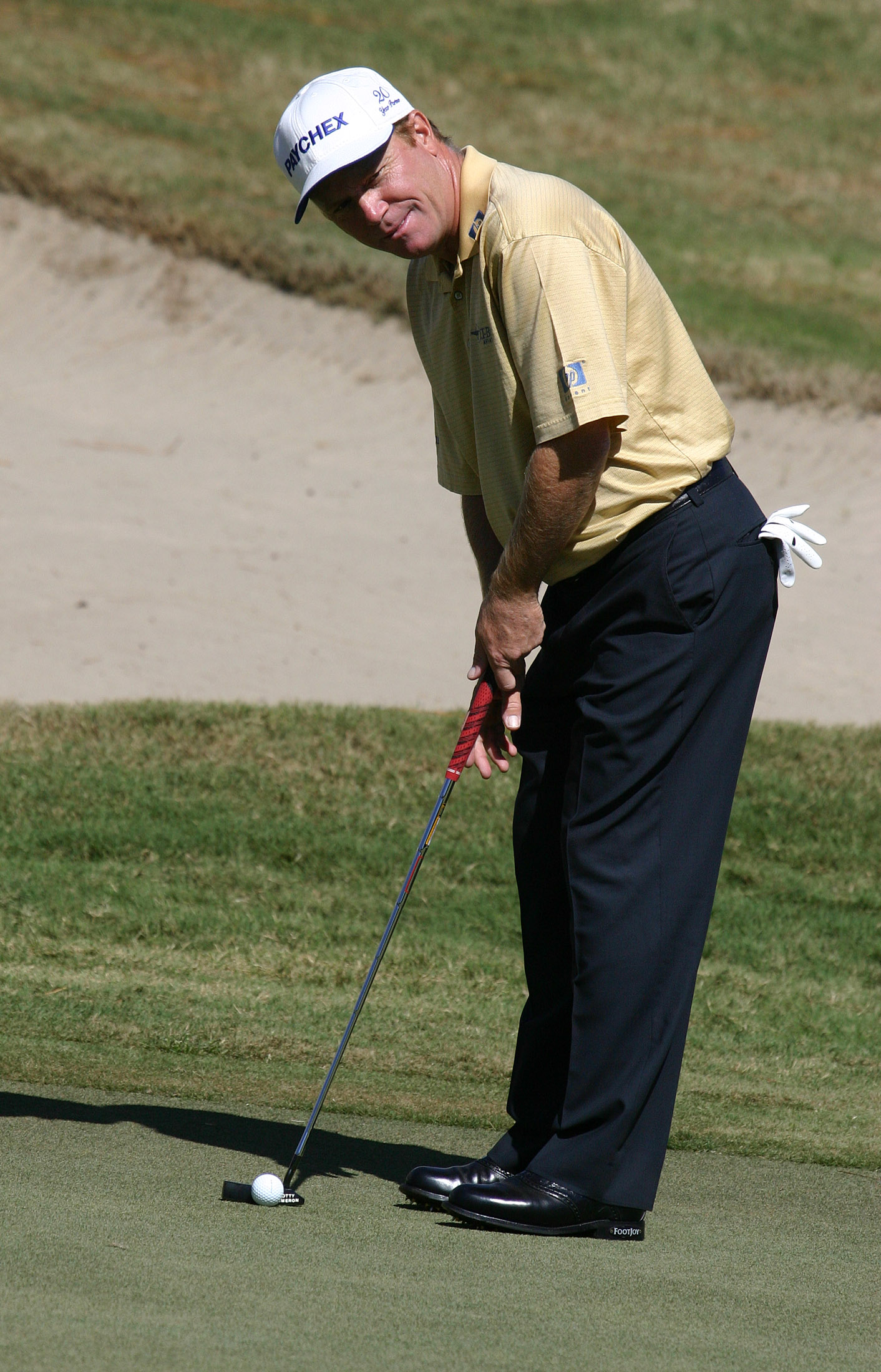
2006

Jeffrey George Sluman (Rochester NY ) is een Amerikaanse golfprofessional. Hij speelt nu op de Champions Tour.

## Amateur
Jeff Sluman groeide in Rochester op en ging naar de Greece Arcadia High School. In 1975 en 1977 zat hij op het Monroe Community College en daarna studeerde hij aan de Florida State University in Tallahassee, Florida. In 1980 behaalde hij zijn bachelor in financiën. 

### Gewonnen
- 1981: Monroe Invitational

## Professional
Na het beëindigen van zijn studie werd Sluman professional. Hij was een laatbloeier, die al dertig jaar was toen hij zijn eerste overwinning op de PGA Tour boekte. Dat was meteen een Major.
Zeven keer eindigde Sluman in een play-off, waarvan hij alleen de laatste won. 
Hoewel hij nooit in de Ryder Cup speelde, werd hij in 2012 benoemd tot assistant-captain.

### Gewonnen
- 1988: PGA Championship met -12
- 1997: Tucson Chrysler Classic met -13
- 1998: Greater Milwaukee Open met -19
- 1999: Sony Open in Hawaii met -9
- 2001: B.C. Open met -22, play-off gewonnen van Paul Gow
- 2002: Greater Milwaukee Open

#### Elders
- 1985: Tallahassee Open (Tournament Players Series)
- 1999: CVS Charity Classic (met Stuart Appleby)
- 2003: CVS Charity Classic (met Rocco Mediate)
- 2003: Franklin Templeton Shootout (met Hank Kuehne)
- 2004: Franklin Templeton Shootout (met Hank Kuehne)

#### Champions Tour
- 2008: Bank of America Championship, Walmart First Tee Open at Pebble Beach
- 2009: Walmart First Tee Open at Pebble Beach
- 2011: Nature Valley First Tee Open at Pebble Beach

### Teams
- Ryder Cup: 2012 (Ass.captain)